# Platinum Blonde
 Platinum Blonde és una pel·lícula estatunidenca dirigida per Frank Capra, estrenada el 1931.

## Argument
El film de Capra aconsegueix en to de comèdia l'ambientació d'un rotatiu, d'on emergirà el personatge protagonista del film. Es tracta de Stew Smith (Robert Williams) un singular periodista caracteritzat per la seva notable lucidesa embolicada en constant sarcasme.
Absolutament abstret en el seu treball, és enviat pel seu cap a la mansió dels Schuyler a fi de ratificar la història que hi ha amb el fill de la família -Michael (Don Dillaway) -, que ha hagut de pagar per desempallegar-se d'una desaprensiva amant, tot i que aquesta encara pretén fer-ho xantatge amb unes cartes d'amor. Allà té una trobada desafortunada amb els seus inquilins per intentar aconseguir amb les seves estratègies la veritat del que va passar i alhora sentir un cert enamorament sobtat per la filla -Anne (una joveníssima Jean Harlow) -. En una maniobra Smith va a la casa de l'antiga amant que pretenia el xantatge i aconsegueix les cartes en litigi, que lliura a Anne. Aquest fet d'especial noblesa -no en vol cobrar diners -, provoca la seva admiració i tots dos es casaran malgrat l'oposició de la seva mare. L'enllaç suposarà que el periodista hagi d'anar a viure a unes dependències de la luxosa mansió, en la qual mai se sentirà content ni lliure, semblant que es troba tancat en aquesta "gàbia d'or". Evidentment, tot acabarà amb el desengany personal de Smith en haver de suportar un món ple d'aparença i insubstancialitat, reconeixent que veritablement el seu amor es troba en la seva fidel companya, la periodista Gallagher (Loretta Young).

## Repartiment
- Loretta Young: Gallager
- Robert Williams: Stew Smith
- Jean Harlow: Anne Schuyler
- Halliwell Hobbes: Smythe, la minyona
- Reginald Owen: Dexter Grayson
- Louise Closser Hale: Sra. Schuyler
- Edmund Breese: Conroy
- Donald Dillaway: Michael Schuyler

## Crítica
És un argument on destaquen poderosament els afilats diàlegs de Robert Riskin (ja habitual col·laborador del realitzador) i en el seu tractament cinematogràfic s'exposen diversos elements posteriorment explotats en altres comèdies més famoses. És cert que Platinum Blonde és una mica pesada en el seu desenvolupament-sobretot en la seva part inicial- però el realitzador es manifesta en una considerable i atrevida mobilitat de la càmera, especialment en travellings que segueixen frontalment als actors a l'interior de la mansió: hi ha un moment especialment brillant en què Smith es troba sol en aquesta i salta com un nen sobre el pis de grans rajoles. Al mateix temps el disseny escènic dels interiors permet a Capra un joc i utilització d'aquests decorats que demostren una gran modernitat cinematogràfica - ens trobem el 1931 i pràcticament el cinema sonor estava donant els seus primers passos. En conjunt aquest dinamisme en la realització permet que diverses circumstàncies aparentment més importants (com aconsegueix el protagonista les cartes, les noces ...) esdevinguin fora de camp i amb la utilització de constants el·lipsis.
Sembla clar que a Capra li interessa fonamentalment plasmar el contrast social existent entre un periodista senzill i esbojarrat i un entorn adinerat i luxós caracteritzat per la hipocresia i l'aparença. Es tracta d'un tema que va seguir interessant al realitzador-molt pocs anys després el va tornar a mostrar a Lady for a Day, 1933, i que igualment avança posteriors mostres del gènere com al My Man Godfrey, (1936, Gregory La Cava). També, tant la redacció del diari com els personatges característics que en el seu entorn es descriuen, es defineix com a clar precedent de comèdies centrades en aquest món que seria ociós destacar.
Però també aquesta pel·lícula destaca per la presència d'elements genuïnament còmics i una excel·lent direcció d'actors que sempre va ser una de les majors inquietuds del realitzador. Una tasca en la qual resulta especialment brillant la de Robert Williams-que va morir poc després d'aquest rodatge-, oferint una sorprenent interpretació del seu personatge protagonista, dins una tipologia que arriba a oferir influències fins i tot de Groucho Marx. És més, l'excel·lent seqüència en què companys periodistes literalment "inunden" la mansió dels Schyler sembla un antecedent de la cèlebre la cabina de A Night at the Opera (1935, Sam Wood).